# Provincia di Novi
La provincia di Novi era un ente locale del Regno di Sardegna. Secondo la struttura amministrativa sabauda preunitaria, corrispondeva al livello denominato in Francia come Arrondissement. Con il Decreto Rattazzi del 1859, assunse il nuovo nome di Circondario di Novi, ed in tale veste esistette fino al 1927.

## Storia

### Nascita dell'istituzione
La provincia, avente come capoluogo Novi Ligure (fino al 1863 chiamata solo Novi), nasceva il 1º gennaio 1819, in virtù degli effetti del regio editto del 10 marzo 1818. Faceva parte della Divisione di Genova del Regno di Sardegna ed era suddivisa nei seguenti mandamenti:
- Mandamento di Gavi, comprendente anche Carrosio, Fiaccone, Parodi e Voltaggio;
- Mandamento di Rocchetta, comprendente anche Albera, Cabella, Cantalupo, Carrega, Mongiardino e Roccaforte;
- Mandamento di Serravalle, comprendente anche Arquata Scrivia, Borghetto di Borbera, Castel de' Ratti, Grondona, Molo, Stazzano, Torre de' Ratti e Vignole Borbera.

### La Legge Rattazzi ed il nuovo circondario di Novi
La Legge Rattazzi, anche nota come Regio Decreto numero 3702 del 23 ottobre 1859, riorganizzò l'organizzazione amministrativa del Regno, ridenominando come Province le Divisioni, e come Circondari le vecchie Province.

### Le terre della provincia e del circondario soppressi ad oggi
Attualmente i comuni della ex provincia ed ex circondario di Novi fanno parte degli odierni territori chiamati Novese ed Ovadese (nell'attuale Provincia di Alessandria), a loro volta compresi nella più antica regione storica dell'Oltregiogo, precedente alla stessa provincia di Novi.